# Poslednij uik-end
Poslednij uik-end (russisk: Последний уик-энд) er en russisk spillefilm fra 2005 af Pavel Sanajev.

## Medvirkende
- Ivan Stebunov som Kirill
- Tatjana Arntgolts som Katja
- Ilja Sokolovskij som Gleb
- Artjom Semakin som Misjka
- Rytis Skripka som Anton